# Ospedaletto d'Alpinolo
Ospedaletto d'Alpinolo (pron. Alpìnolo) è un comune italiano di 1 967 abitanti della provincia di Avellino in Campania.

## Storia
Ospedaletto d'Alpinolo è legato all'Abbazia di Montevergine ed è di origine medioevale. Nato con il nome, pare, di "Fontanelle", sorgeva nei pressi di Summonte. In seguito, il piccolo borgo venne spostato verso la chiesetta di Santa Maria del Preposito e venne chiamato Casale di Santa Maria del Preposito.
Nel XIV secolo si ebbe un notevole trasferimento della popolazione dal Casale al Rione Terra (o Casale dell'Ospedale Nuovo di Montevergine, poiché lì sorgeva un ospedale di proprietà di Montevergine ricostruito nel 1296 - ecco perché ospedale nuovo) ma già esistente nel XII secolo, e proprio da quest'ospedale nasce Ospedaletto. Poi dopo l'Unità d'Italia nel 1861 l'aggiunta D'Alpinolo per differenziarlo dagli altri comuni italiani.
Negli anni della seconda guerra mondiale, tra il 1940 e il 1943, Ospedaletto fu uno dei comuni della Campania destinati dalle autorità fasciste ad accogliere profughi ebrei in internamento civile. Tra i paesi della provincia di Avellino, fu quello che ne accolse il numero maggiore, ben diciotto, in maggioranza provenienti dalla Polonia e dall'Austria. Gli internati furono tutti liberati con l'arrivo dell'esercito alleato nel settembre 1943, a eccezione di uno di essi, Isidoro Gruner, morto suicida a Ospedaletto il 6 agosto 1941 durante il soggiorno coatto.

## Monumenti e luoghi d'interesse
Il centro storico, con le stradine lastricate a gradoni.

### Architetture religiose
La chiesa madre dei Santi Filippo e Giacomo, che rappresenta il fulcro dell'abitato, è a tre navate e presenta tre altari per ogni navata laterale. Risale al 1404, ma nei secoli è stata più volte ricostruita, come accadde ad esempio dopo il terremoto del 1805, che aveva distrutto la vecchia chiesa del '500 a una navata, e anche dopo il sisma del 1980 che distrusse completamente la zona absidale.
La cappella del Santissimo Rosario (annessa alla chiesa madre) risalente alla fine 500, rimaneggiata poi nel 600 e 700, che custodisce alcune importanti opere d'arte, tra le quali un dipinto del '700 raffigurante "L'Assunzione della Vergine" e un coro ligneo in noce del '600 finemente lavorato.
La chiesa del Santissimo Sacramento (anch'essa annessa alla chiesa madre), risalente al 1619. Al suo interno troviamo alle pareti delle tele settecentesche e un coro ligneo in noce.
La chiesa di Santa Maria degli Angeli (fraz. Casale). 
La chiesa pare già esistente nell'879, chiamata Santa Maria del Preposito (nome poi cambiato nel 600 in Santa Maria degli Angeli). 
Purtroppo, date le scarse rendite e la mancata cura, la chiesa crollò intorno al 1705 ma fu subito ricostruita e riaperta nel 1708.
Con il terremoto del 26 luglio 1805 crollò nuovamente e venne ricostruita solo nel 1928 grazie all'abate di Montevergine Ramiro Marcone. Sfortunatamente negli anni '50 dovette essere demolita per dei lavori stradali. La popolazione della piccola frazione chiese ripetutamente la ricostruzione della chiesetta ma non ci furono conclusioni. 
Dopo il terremoto del 1980 e precisamente il 7 aprile 2001 venne benedetta e posata la prima pietra e la chiesa venne aperta nel 2006.
Lungo il sentiero dei pellegrini che conduce a Montevergine, si incontrano lungo il percorso due cappelle:
La cappella Scalzatoio (realizzata nell' XII sec.) chiamata così poiché i pellegrini vi sostavano lì per togliersi le scarpe e continuare il percorso montano a piedi nudi.
La cappella della Misura nella quale al suo interno vi è una pietra a forma di sedia dove la leggenda vuole che la Madonna in viaggio per arrivare alla cima della montagna si fermò lì, infatti ogni pellegrino diretto a Montevergine prima di continuare il percorso si siede su di essa.
in più nella cappella vi è anche un'impronta che sarebbe stata lasciata, secondo la leggenda, dalla Madonna su una pietra (con su scritto: "Papa Giovanni XXII concede 1000 anni di indulgenza a chi recita un pater noster e bacia l'impronta del piede").

### Altro

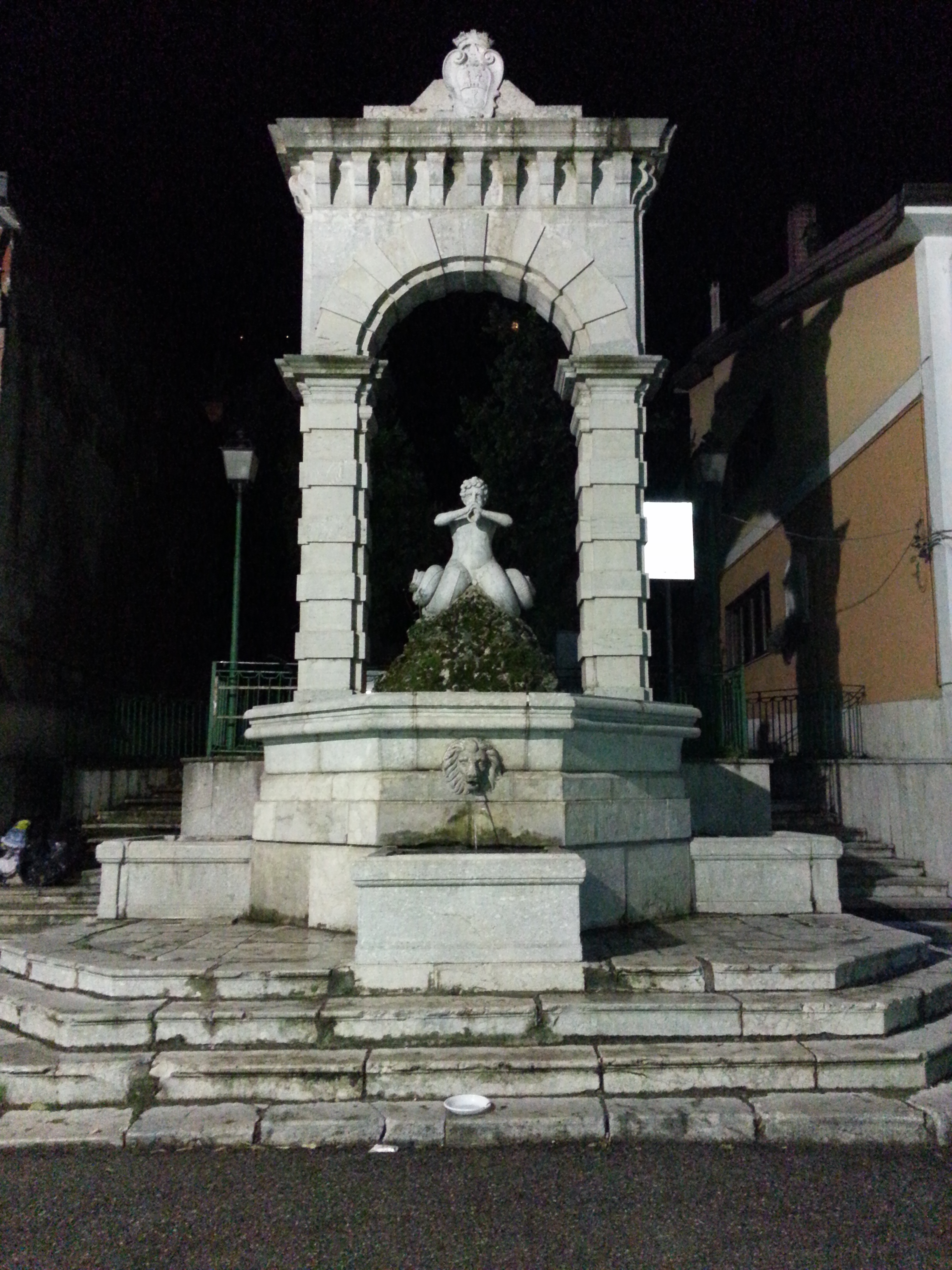
Fontana del Tritone

- La fontana del Tritone, realizzata nel 1900 su disegno classicheggiante ha la statua della mitologica figura marina.

- Il monumento ai caduti, sito in Piazza Demanio, nei pressi della Villa Comunale, venne realizzato da uno scultore locale negli anni '20 ma venne rifatto negli anni '70. A memoria dei caduti della Prima e della Seconda Guerra Mondiale.

- Il monumento al pellegrino, un gruppo eseguito su disegno dell'abate Vignarelli e dedicato ai numerosi pellegrini che passano da Ospedaletto per recarsi al santuario di Montevergine fondato da san Guglielmo da Vercelli.

- Il monumento all'Orazione di san Pio da Pietrelcina di Domenico Sepe.

## Società

### Evoluzione demografica
Abitanti censiti

### Lingue e dialetti
Accanto alla lingua italiana, nel territorio di Ospedaletto d'Alpinolo è in uso il dialetto irpino.

### Tradizione e folclore

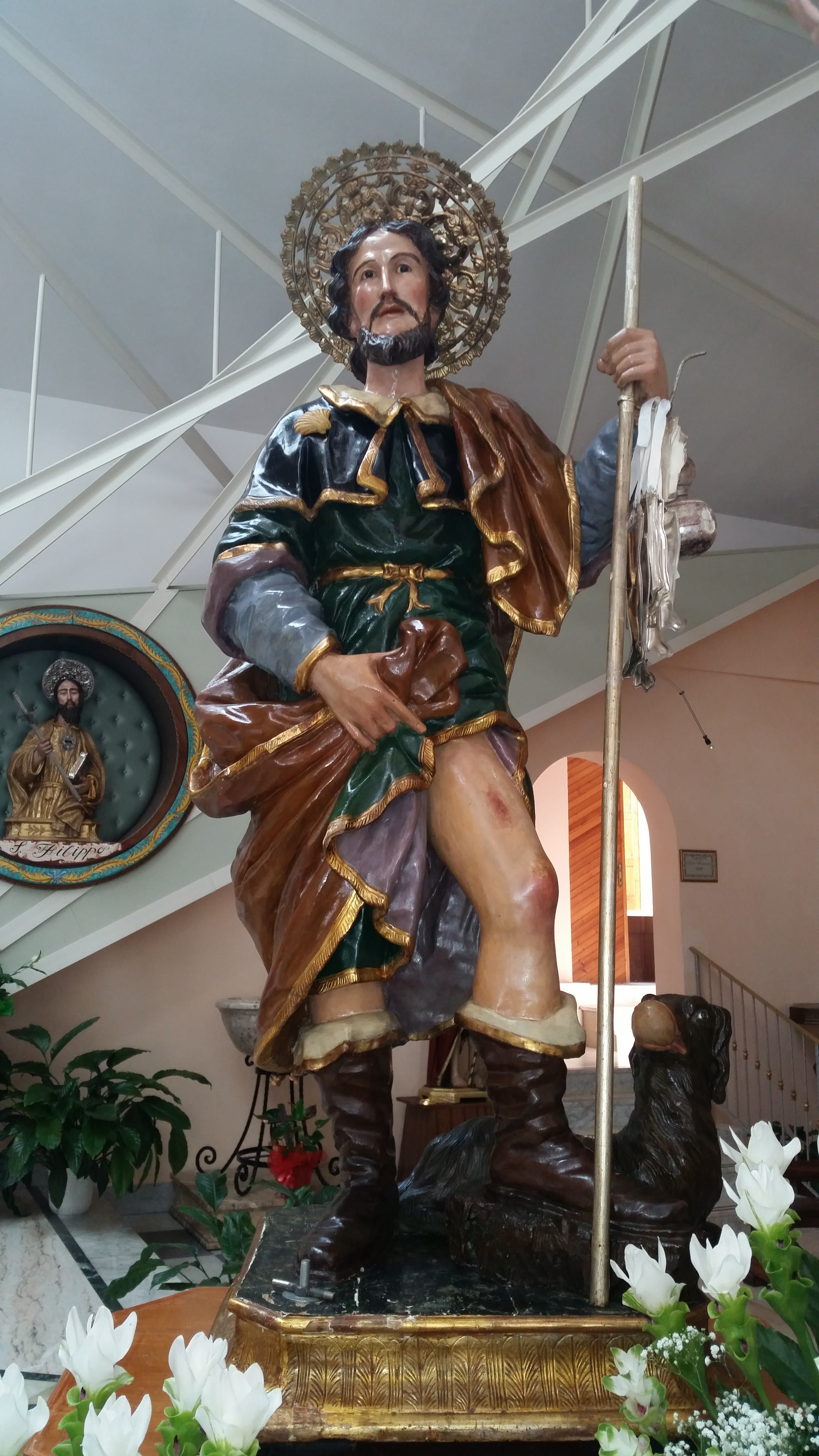
Statua di San Rocco venerata a Ospedaletto d'Alpinolo

#### San Rocco
La festa religiosa più importante che si svolge ad Ospedaletto, nei giorni 18 e 19 agosto, è quella in onore di San Rocco, compatrono del paese. È preceduta da una novena. 

#### Juta a Montevergine
Altra festa importante che si svolge dall'8 al 12 settembre, è la "Juta a Montevergine". Questa festa vede l'intrecciarsi di sacro e profano, con riti religiosi che culminano il 12 settembre con il tradizionale "Festone rà Maronna" e la processione della Madonna del Carmine; e riti folcloristici con presenza di tammurriate, tarantelle e carretti allegorici. Nella notte tra l'11 e il 12 settembre vi è inoltre il pellegrinaggio a piedi da Ospedaletto a Montevergine.

#### Festa patronale
La festa patronale si svolge il 3 maggio in onore dei Santi Filippo e Giacomo Apostoli, patroni del paese.

#### Maria Ss. del Rosario
La Domenica in Albis, si svolge la festa in onore di Maria Ss. del Rosario, nella località Casale.

## Cultura

### Cucina
Il paese è conosciuto per il suo torrone alias "cupeto".

## Amministrazione

### Altre informazioni amministrative
Il comune fa parte della Comunità montana Partenio - Vallo di Lauro.